# NGC 7314
NGC 7314 = Arp 14 ist eine Balken-Spiralgalaxie vom Hubble-Typ SBbc im Sternbild Südlicher Fisch, welche etwa 66 Millionen Lichtjahre von der Milchstraße entfernt ist.
Halton Arp gliederte seinen Katalog ungewöhnlicher Galaxien nach rein morphologischen Kriterien in Gruppen. Diese Galaxie gehört zu der Klasse Spiralgalaxien mit abgetrennten Abschnitten (Arp-Katalog).
NGC 7314 wurde am 29. Juli 1834 von dem britischen Astronomen John Frederick William Herschel entdeckt.